# 져니
져니(Journey, 본명: 김다은, 1992년 6월 29일 ~ )는 대한민국의 작곡가이자 가수이다.
작곡, 작사, 편곡을 맡고 있는 솔로 아티스트로, 2013년 미니 앨범《Journey》로 데뷔하였다.
2014년 5월 발매한 미니 앨범《Traveling Alone》부터 싱어송라이터로 활동하고 있다.
져니의 음악은 발라드, R&B 장르의 곡이 주를 이루고 있으며, 휘발성 짙은 음악보다는 감성적인 음악 스타일을 추구한다.
감성적인 사운드와 다채로운 악기 구성이 어우러지며, 서정적인 멜로디를 노래한다.

## 학력
- 이화여자대학교 공연예술대학원 영상음악전공 석사

## 음반

### 미니 앨범
- 2013년 11월 15일, 《Journey》.
- 2014년 5월 22일, 《Traveling Alone》.
- 2014년 12월 26일, 《흐림 혹은 맑음》.
- 2015년 3월 26일, 《되돌이표》.

### 싱글 앨범
- 2014년 7월 11일, 《그저 가는대로》.
- 2015년 5월 28일, 《여름이 오는 소리》.
- 2015년 8월 27일, 《끝나지 않을 것 같던 우리 사이》.
- 2016년 6월 28일, 《보면 볼수록》.
- 2016년 9월 2일, 《우리 헤어지던 날》.

### 배경음악
- 2014년 11월 20일, 네이버 웹툰 《숲 속의 미마 OST Part 1》.
- 2015년 1월 2일, 네이버 웹툰 《숲 속의 미마 OST Part 2》.
- 2015년 2월 4일, 네이버 웹툰 《숲 속의 미마 OST Part 3》.
- 2021년 11월 18일, 《이화 영상음악 2019 (Ewha Film Scoring 2019)》.

### 영화
- 2018년, 영화 《달밤의 마라톤》 음악감독.
- 2021년, 영화 《N. 오시팔》 작곡, 편곡 참여.